# Daniel Kovac
Daniel Kovac (nacido el 27 de septiembre de 1956 en Črna na Koroškem, ex Yugoslavia – actualmente Eslovenia) es un cantante esloveno.

## Eurovisión
En 1990 representó a Alemania en el Festival de la Canción de Eurovisión 1990, junto con Chris Kempers con la canción Frei zu leben. Actuaron en la 13.ª posición y consiguieron la novena posición con 60 puntos. Fueron los primeros representantes en Eurovisión de la Alemania unificada.